# Морозиво

Морозиво

Моро́зиво (зах. також льоди́) — заморожений десерт, що виробляють переважно з молока, вершків, масла, цукру з додаванням смакових та запахових речовин, фруктів та ягід.
Морозиво може бути також фруктовим (на основі соку і м'якоті фруктів і ягід). Таке морозиво називають «сорбет».

## Поживна цінність
Морозиво як продукт молочний має понад 100 корисних речовин. Воно містить білки, жири, вуглеводи, набір вітамінів (А, В1, В2, В12, С, Д, Е, Р). Кількість вітамінів С зростає при додаванні фруктового наповнювача. Складові морозива сприяють виробленню в організмі серотоніну. Молочне морозиво містить багато триптофану — природної заспокійливої речовини. Морозиво має високу поживну цінність, тому його рекомендують хворим після операції в черевній порожнині, при виразковій хворобі (особливо, якщо є кровотеча), також при малокрів'ї, туберкульозі. Однак його не варто вживати надмірно при атеросклерозі, ожирінні, гіпертонії, гастриті.
Морозиво — одна з найбезпечніших страв. Бо його складові обов'язково підлягають знезараженню (а отже, всі шкідливі мікроорганізми гинуть). Крім того, суміш потім охолоджують, що пригнічує розвиток мікроорганізмів, зокрема шкідливих. Але, як і всі молокопродукти, в теплі морозиво швидко псується.

## Історія
За право називатися батьками морозива можуть поборотись кілька народів. У першу чергу, китайці — саме вони першими почали робити солодкий лід, рецепт якого тримали у суворій таємниці. Китайці вважали, що ремесла виробництва шовку й морозива принесуть їм світову славу. З шовком так і вийшло. А стосовно морозива вони прорахувалися. У китайців цей засіб від спеки перейняли араби, індійці, іранці.
У IV столітті до н. е. Олександр Македонський, який погано переносив спеку, вживав фруктові соки зі снігом, який доставляли з гірських вершин раби.
Любив морозиво і римський імператор Нерон (1 століття н. е.).
У Русі, де також ніхто не знав нічого про китайське морозиво, набув поширення спосіб приготування холодного десерту: заморожене молоко дрібно стругали й перемішували зі свіжими ягодами. Трохи пізніше почали заморожувати сир, вершки й додавати сухі родзинки чи абрикоси.
У ХІІІ столітті італійський мандрівник Марко Поло привіз у Європу кілька способів приготування невідомої доти страви. Влітку 1660 італієць Франческо Прокопіо відкрив у Парижі продаж морозива і став першим європейським морозивником. Незабаром морозиво підкорило увесь світ.
З 1750 року у Франції почали виготовляти цю страву, яка швидко стала улюбленою цілорічно.
У США перше згадування про публічний продаж морозива зустрічаємо в травні 1777 року. Виробництво його стрімко зросло наприкінці XIX століття, коли з'явилися досконалі холодильні машини.
Словом, морозиво — продукт міжнародний. Слов'яни принесли в спосіб приготування страви різноманітні наповнювачі, в Західній Європі винайшли безліч промислових способів його виробництва, американці придумали самодій для виробництва вафельних чашечок та ескімо (морозиво на паличці, глазуроване шоколадом).
У 1851 в Балтиморі молочар Джекоб Фуссель заснував перше у світі промислове виробництво морозива.

## Історія київського морозива
У 19 столітті продавців морозива треба було шукати у міських садах та парках. Невеличкі бочечки часто носили просто на голові, відпускали продукт у маленькі стаканчики, на додачу видавали дерев’яну ложечку. Коли десерт з’їдався, посуд треба було повернути продавцю. Вибагливі ласуни купували морозиво у продавців з візками. На льоді стояли відерця з різними сортами, тож можна було купити кілька кульок та ласувати полуничним, вершковим чи крем-брюле. Дві маленькі кульки коштували три копійки, дві великих — п’ять.
Для більш вимогливої публіки існувала кондитерська Семадені, справжня візитівка Києва. Бернард Семадені прибув до Києва зі Швейцарії. Тут він створив цілу мережу кондитерських. Найбільш прославлена знаходилась на нинішньому Майдані. Морозиво у Семадені пропонували будь-яке: змішували пломбір з розтертими фруктами, до того ж не тільки зі звичними малиною, вишнями, абрикосами та полуницями, а й з екзотичними персиками та ананасами. Робили популярне морозиво з шоколадом та горіхами, меренги з морозивом, каву з морозивом та інші цікаві десерти. Поряд з кондитерською знаходились міська дума та біржа, фінансисти та чиновники полюбляли обговорювати свої ділові питання за чашкою кави чи шоколаду. Гімназистки збирали гроші, щоб разом із подругами вибратися до Семадені на шоколад та морозиво. Кияни йшли сюди родинами на тістечка, сухе варення та склянку кефіру, який був тоді популярним напоєм для краси та здоров’я. Тут можна було придбати коробку шоколаду з Парижа, торт у вигляді кошика з квітами, букет з цукерок. Мережа існувала до 1925 року.

## Види морозива або десерти на його основі
- Пломбір (Glace Plombières)
- Ескімо
- Крем-брюле (crème brûlée)
- Афогато (affogato)
- Семіфредо (semifreddo)
- Сорбет (sorbet)
- Керчех

## Галерея

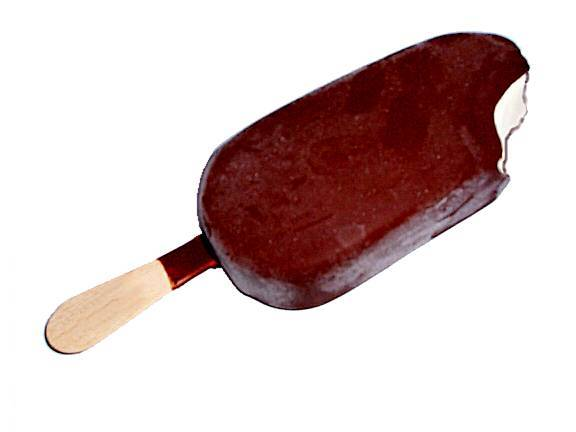
Ескімо
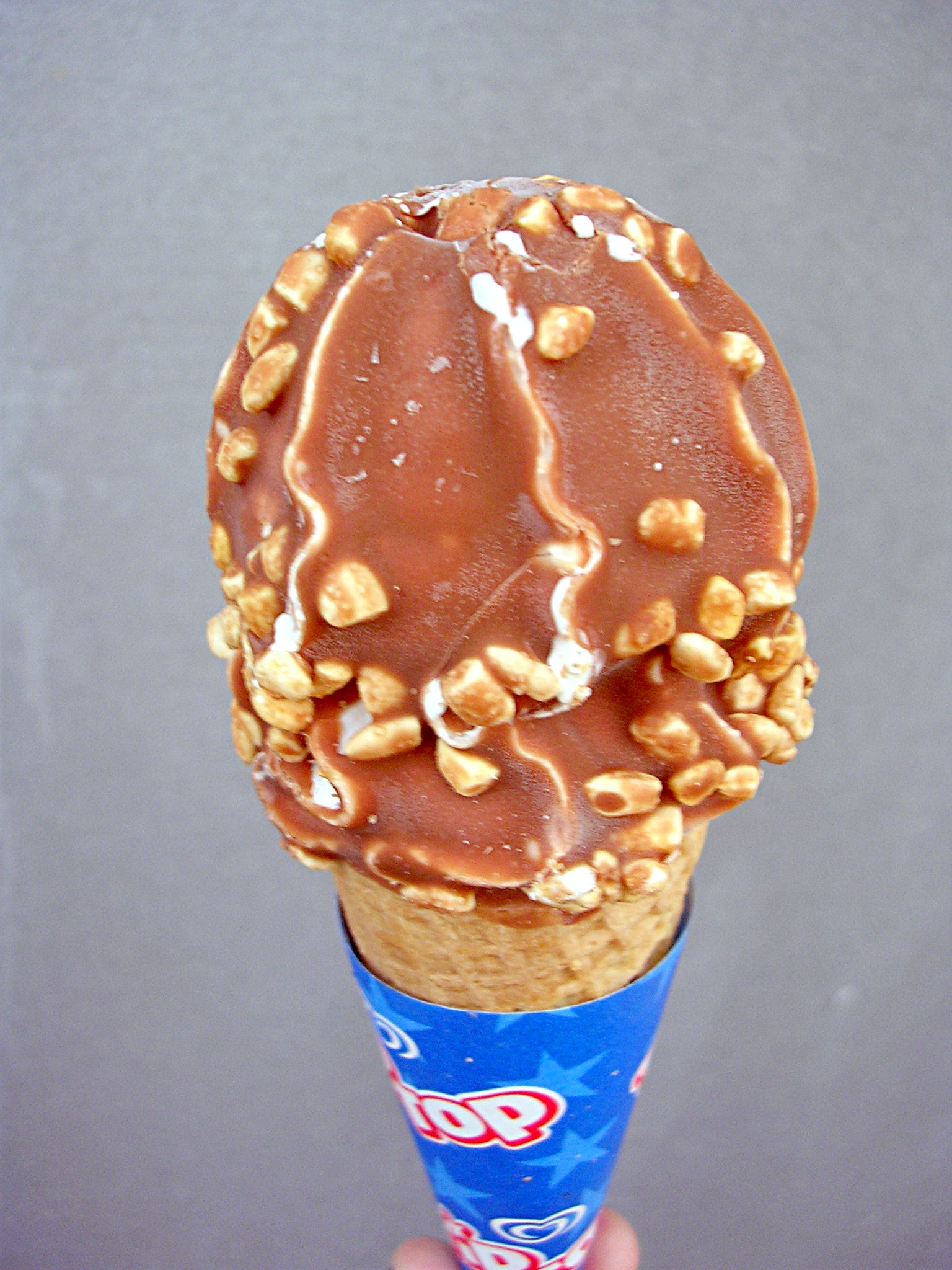
Ріжок
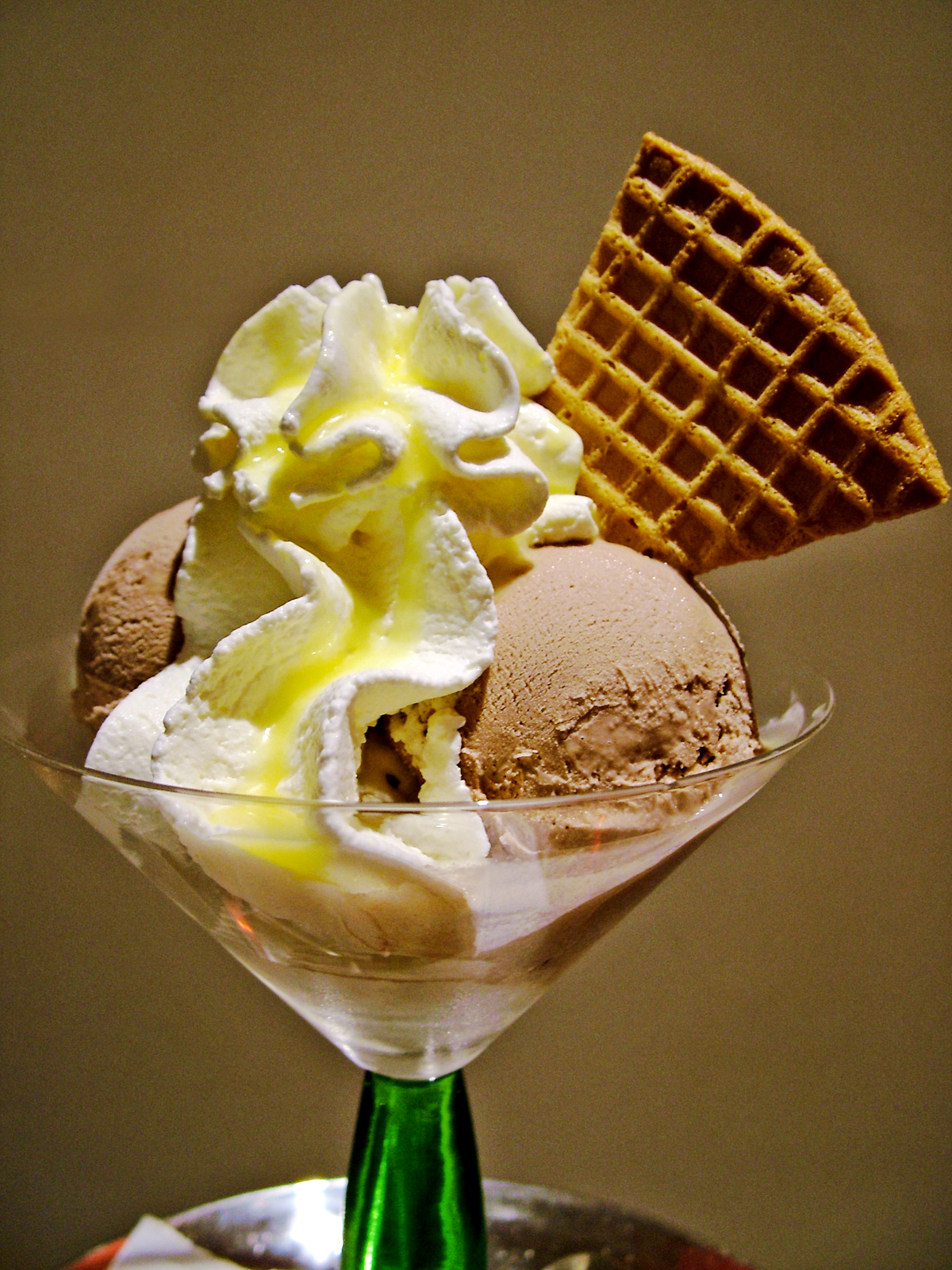
У креманці
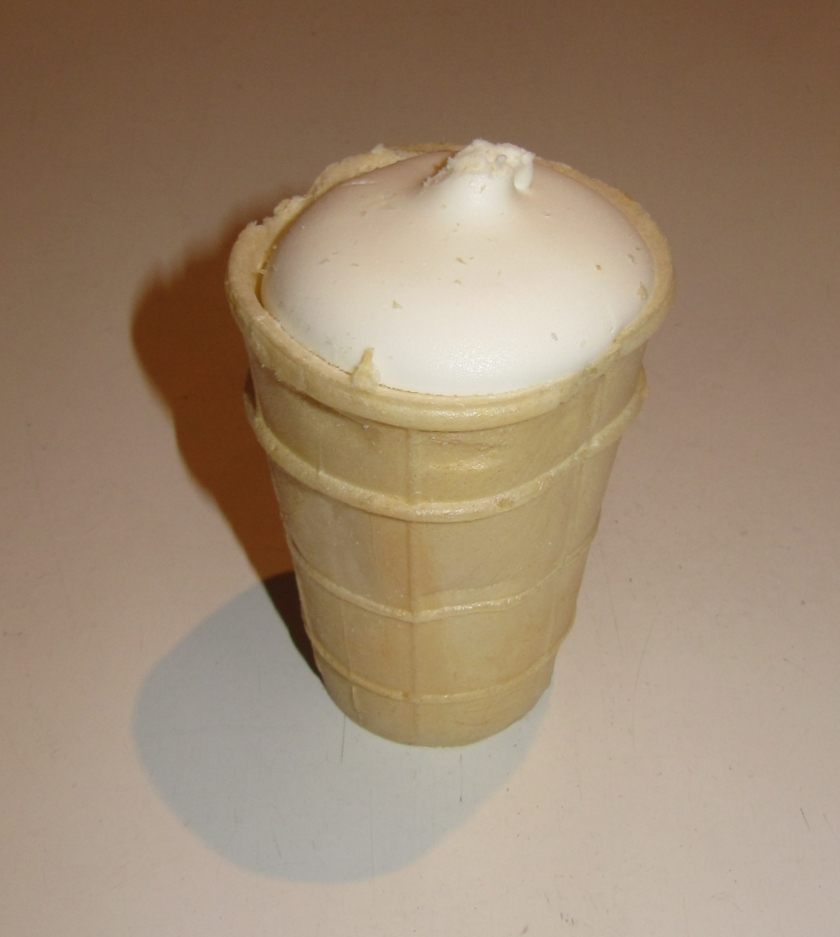
Білий пломбір у вафельному стаканчику